# Match des Étoiles de la Ligue majeure de baseball 2002
Le match des Étoiles de la Ligue majeure de baseball 2002 (2002 MLB All-Star Game) est la 73e édition de cette opposition entre les meilleurs joueurs de la Ligue américaine et de la Ligue nationale, les deux composantes de la MLB. Le match fut nul, 7-7.
L'événement s'est tenu le 9 juillet 2002 au Miller Park, antre des Milwaukee Brewers.

## Home Run Derby

Logo Home Run Derby 2002

| Miller Park, Milwaukee -- A.L. 42, N.L. 31 | Miller Park, Milwaukee -- A.L. 42, N.L. 31 | Miller Park, Milwaukee -- A.L. 42, N.L. 31 | Miller Park, Milwaukee -- A.L. 42, N.L. 31 | Miller Park, Milwaukee -- A.L. 42, N.L. 31 | Miller Park, Milwaukee -- A.L. 42, N.L. 31 |
| Joueur                                     | Équipe                                     | Round 1                                    | Semis                                      | Finals                                     | Totals                                     |
| ------------------------------------------ | ------------------------------------------ | ------------------------------------------ | ------------------------------------------ | ------------------------------------------ | ------------------------------------------ |
| Jason Giambi                               | Yankees                                    | 11                                         | 7                                          | 7                                          | 25                                         |
| Sammy Sosa                                 | Cubs                                       | 12                                         | 5                                          | 1                                          | 18                                         |
| Paul Konerko                               | White Sox                                  | 6                                          | 6                                          | –                                          | 12                                         |
| Richie Sexson                              | Brewers                                    | 6                                          | 4                                          | –                                          | 10                                         |
| Torii Hunter                               | Twins                                      | 3                                          | –                                          | –                                          | 3                                          |
| Barry Bonds                                | Giants                                     | 2                                          | –                                          | –                                          | 2                                          |
| Alex Rodriguez                             | Rangers                                    | 2                                          | –                                          | –                                          | 2                                          |
| Lance Berkman                              | Astros                                     | 1                                          | –                                          | –                                          | 1                                          |